# Monolith of Death
Monolith of Death är en live-video av death metal bandet Cannibal Corpse. Bandet släppte denna video 1997, och den innehåller material från Cannibal Corpses turné Monolith of Death 1996/1997. Man har spelat in live från Krakow i Polen, Montréal i Kanada samt Hollywood och San Francisco i USA. Med på videon finns även musikvideon "Devoured by Vermin" ocensurerad. Videon släpptes först på VHS, men återutgavs senare på DVD.

## Live
1. "Perverse Suffering" – 4:14
2. "Monolith" – 4:25
3. "Pulverised" – 3:35
4. "Fucked With a Knife" – 2:16
5. "Bloodlands" – 4:21
6. "Gutted" – 3:15
7. "A Skull Full of Maggots" – 2:07
8. "Mummified in Barbed Wire" – 3:09
9. "Orgasm Through Torture" – 3:42
10. "Devoured by Vermin" – 3:13
11. "Stripped, Raped and Strangled" – 3:28
12. "Hammer Smashed Face" – 4:04
13. "Devoured by Vermin" (video) – 3:13

Spår 1–4 inspelad 10 oktober 1996 i Krakow, Polen

Spår 5 inspelad 3 februari 1997 i Berkeley, Kalifornien

Spår 6–7 inspelad 4 juni 1996 i Montréal, Kanada

Spår 8–10 inspelad 2 februari 1997 i Hollywood, Kalifornien

Spår 11–12 inspelad 8 augusti 1996 i San Francisco, Kalifornien

## Medverkande
Musiker (Cannibal Corpse-medlemmar)
- George "Corpsegrinder" Fisher – sång
- Jack Owen – gitarr
- Rob Barrett – gitarr
- Alex Webster – basgitarr
- Paul Mazurkiewicz – trummor

Produktion
- Brian Slagel – producent
- Peter Walker – producent
- Nick Sahakian – producent
- David Agosto – producent (video)
- David Roth – regissör (video)
- Derrek Ferguson – assistent
- Stephanie Cabral – foto